# 双城子古城址
双城子古城址，位于中国吉林省德惠市边岗乡丹城子村，为一个省级文物保护单位，类型为古遗址，公布时间为2007年5月31日。该文物保护单位由德惠市文管所管理。
双城子古城址的历史年代为辽金。